# Chet Culver
Chester John "Chet" Culver (født 25. januar 1966) er en amerikansk politiker for det demokratiske parti. Han var guvernør i delstaten Iowa i perioden januar 2007 til januar 2011. Han blev afløst af republikaneren Terry Branstad.